# Ján Laco
Ján Laco (ur. 1 grudnia 1981 w Liptowskim Mikułaszu) – słowacki hokeista, reprezentant Słowacji, dwukrotny olimpijczyk.

## Kariera
- MHk 32 Liptovský Mikuláš (2000-2005)
- HC Košice (2005-2007)
- MHk 32 Liptowski Mikułasz (2007-2008)
- HC 05 Banská Bystrica (2008)
- HKm Zvolen (2008-2010)
- HC 07 Detva (2010)
- HK Nitra (2010-2011)
- HC Lev Poprad (2011-2012)
- Donbas Donieck (2012-2014)
- Barys Astana (2014-2016)
- Piráti Chomutov (2016-2017)
- Sparta Praga (2017-2018)
- HC Košice (2019)

Wychowanek MHk 32 Liptovský Mikuláš. Od 2012 zawodnik Donbasu Donieck. W kwietniu 2014 przedłużył kontrakt o dwa lata. Od czerwca 2014 zawodnik Barysu Astana. W maju 2015 przedłużył kontrakt o dwa lata. Odszedł z klubu z końcem kwietnia 2016. Od maja 2016 zawodnik Piráti Chomutov. Pod koniec grudnia 2017 został wypożyczony do Sparty Praga. Pod koniec stycznia 2019 został ponownie bramkarzem HC Košice. W maju 2020 ogłosił zakończenie kariery.
Uczestniczył w turniejach mistrzostw świata edycji 2012, 2014, 2015, 2017 oraz zimowych igrzysk olimpijskich 2014, 2018

## Sukcesy

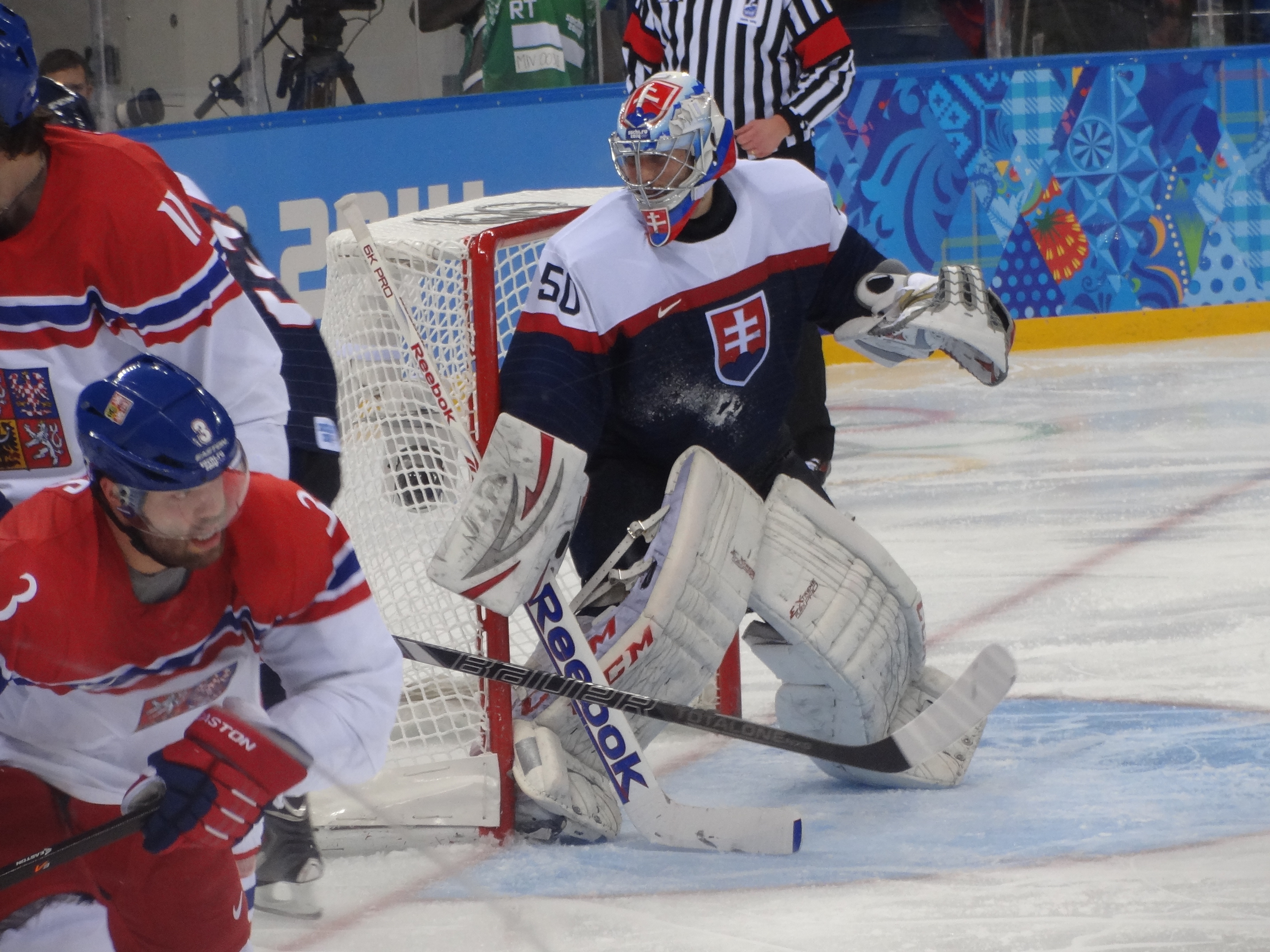
Ján Laco w barwach Słowacji na ZIO 2014

Reprezentacyjne
- Srebrny medal mistrzostw świata: 2012

Klubowe
- Brązowy medalista mistrzostw Słowacji: 2007
- Puchar Kontynentalny: 2013 z Donbasem

Indywidualne
- KHL (2011/2012):
  - Czwarte miejsce w klasyfikacji meczów bez straty gola w sezonie zasadniczym: 5
- Mistrzostwa Świata w Hokeju na Lodzie 2012/Elita:
  - Najlepszy bramkarz turnieju wybrany przez dyrektoriat turnieju
  - Skład gwiazd wybrana w głosowaniu dziennikarzy
  - Jeden z trzech najlepszych zawodników reprezentacji na turnieju
- Puchar Kontynentalny 2012/2013:
  - Najlepszy bramkarz turnieju finałowego
- KHL (2013/2014):
  - Czwarte miejsce w klasyfikacji skuteczności interwencji w fazie play-off: 93,4%
  - Drugie miejsce w klasyfikacji średniej goli straconych na mecz w fazie play-off: 1,71
- Mistrzostwa Świata w Hokeju na Lodzie 2014/Elita:
  - Jeden z trzech najlepszych zawodników reprezentacji na turnieju[9]
- KHL (2014/2015):
  - Pierwsze miejsce w klasyfikacji skuteczności interwencji w fazie play-off: 94,8%
  - Trzecie miejsce w klasyfikacji meczów bez straty gola w fazie play-off: 2
- Mistrzostwa Świata w Hokeju na Lodzie 2015/Elita:
  - Jeden z trzech najlepszych zawodników reprezentacji na turnieju[10]